# Saint-Gibrien
Saint-Gibrien è un comune francese di 471 abitanti situato nel dipartimento della Marna nella regione del Grand Est.

## Società

### Evoluzione demografica
Abitanti censiti